# ネイサン・パターソン
ネイサン・ケネス・パターソン（英語: Nathan Kenneth Patterson、2001年10月16日 - ）は、スコットランドのサッカー選手。スコットランド代表。エヴァートンFC所属。ポジションはDF。

## クラブ歴
レンジャーズFCの下部組織出身。2019年12月21日に2022年まで契約を延長。2020年1月17日にスコティッシュカップで選手初出場を記録。同年8月6日にはUEFAヨーロッパリーグ初出場、8月22日にリーグ初出場を記録した。12月10日にはUEFAヨーロッパリーグで初のスターティングメンバーに選出された。プロ初得点は2021年2月25日、UEFAヨーロッパリーグのロイヤル・アントワープ戦で投入から僅か16.6秒での得点であった。2020-21シーズン後半はジェームズ・タヴァーニアーの負傷によってレギュラーの座を掴んだが、新型コロナウイルスによる外出制限を破った事による出場停止によってポジションを失った。
2022年1月4日、エヴァートンFCと5年半契約を結んだ。

## 代表歴
年代別代表としてはU-17代表から各年代で出場している。
2021年5月、UEFA EURO 2020に先立ってスコットランド代表に招集された。同大会に向けたルクセンブルク代表との親善試合で代表初出場を記録。

## 私生活
2021年2月、スコットランドの警察は「新型コロナウイルスによるロックダウンを破って10人以上の集会に出席した」として彼を含む5人のレンジャーズ所属選手に罰金を科した。スコットランドサッカー協会による処分の一部は破棄されたものの、それでも6試合の出場停止処分となった。